# Nordamerikanska mästerskapet i volleyboll för damer 2021
Nordamerikanska mästerskapet 2021 i volleyboll för damer utspelade sig mellan 26 och 31 augusti 2021. Det var den 27:e upplagan av Nordamerikanska mästerskapet. I turneringen deltog sju landslag från NORCECAs medlemsförbund. Dominikanska republiken vann tävlingen för andra gången i rad och tredje gången totalt. Gaila González utsågs till mest värdefulla spelare och var den spelar som avgjorde flest poäng. Turneringen spelades i Arena Astros i Guadalajara, Mexiko.

## Regelverk
Tävlingen genomfördes i två omgångar.
- Lagen spelade först ett gruppspel där alla mötte alla i respektive grupp.
- Därefter följe ett cupspel, segraren i varje grupp gick direkt till semifinal medan tvåan och trean i varje grupp spelade kvartsfinal. De förlorande lagen i kvartsfinalerna spelade en match om femteplatsen och de förlorande lagen i semifinalerna spelade en match om tredjeplatsen.

### Metod för att bestämma tabellplacering
I gruppspelet gällde att om slutresultatet var 3-0, tilldelades det vinnande laget 5 poäng och det förlorande laget 0 poäng, om slutresultatet var 3-1 var istället fördelningen 4 respektive 1 poäng och om slutresultatet var 3-2 var fördelningen 3 respektive två poäng. Placeringen i gruppen bestämdes av i tur och ordning:
- Antal vunna matcher
- Poäng
- Kvot vunna/förlorade set
- Kvot vunna/förlorade bollpoäng
- Inbördes möte

## Deltagande lag
| Lag                     | Kvalificerad genom | Deltog senast   |
| ----------------------- | ------------------ | --------------- |
| Kanada                  | Ranking            | Porto Rico 2019 |
| Costa Rica              | Ranking            | Porto Rico 2019 |
| Mexiko                  | Värdland           | Porto Rico 2019 |
| Puerto Rico             | Ranking            | Porto Rico 2019 |
| Dominikanska republiken | Ranking            | Porto Rico 2019 |
| USA                     | Ranking            | Porto Rico 2019 |
| Trinidad och Tobago     | Ranking            | Porto Rico 2019 |

## Turneringen

### Gruppspelsfasen
| Grupp A     | Grupp B                 |
| ----------- | ----------------------- |
| Kanada      | Costa Rica              |
| Puerto Rico | Mexiko                  |
| USA         | Dominikanska republiken |
|             | Trinidad och Tobago     |

#### Grupp A

##### Resultat
| 26 augusti 2021 Arena Astros, Guadalajara Speltid: 2h:30 - Åskådare: 250   | USA         | 2 - 3 | Puerto Rico | 25-21, 26-28, 19-25, 25-21, 9-15 |
| 27 augusti 2021 Arena Astros, Guadalajara Speltid: 2h:10 - Åskådare: 400   | USA         | 3 - 2 | Kanada      | 25-17, 15-25, 19-25, 25-15, 15-8 |
| 28 augusti 2021 Arena Astros, Guadalajara Speltid: 1h:55 - Åskådare: 1 300 | Puerto Rico | 1 - 3 | Kanada      | 17-25, 22-25, 26-24, 14-25       |

##### Sluttabell
| Pos. | Lag         | Pt | G | V | P | VS | FS | Kvot  | VP  | FP  | Kvot  |
| ---- | ----------- | -- | - | - | - | -- | -- | ----- | --- | --- | ----- |
| 1    | Kanada      | 6  | 2 | 1 | 1 | 5  | 4  | 1,250 | 189 | 178 | 1,061 |
| 2    | USA         | 5  | 2 | 1 | 1 | 5  | 5  | 1,000 | 203 | 200 | 1,015 |
| 3    | Puerto Rico | 4  | 2 | 1 | 1 | 4  | 5  | 0,800 | 189 | 203 | 0,931 |

#### Grupp B

##### Resultat
| 26 augusti 2021 Arena Astros, Guadalajara Speltid: 1h:19 - Åskådare: 350   | Dominikanska republiken | 3 - 0 | Costa Rica              | 25-11, 25-21, 25-15        |
| 26 augusti 2021 Arena Astros, Guadalajara Speltid: 1h:14 - Åskådare: 1 000 | Mexiko                  | 3 - 0 | Trinidad och Tobago     | 25-13, 25-9, 25-10         |
| 27 augusti 2021 Arena Astros, Guadalajara Speltid: 1h:08 - Åskådare: 150   | Dominikanska republiken | 3 - 0 | Trinidad och Tobago     | 25-5, 25-17, 25-12         |
| 27 augusti 2021 Arena Astros, Guadalajara Speltid: 1h:19 - Åskådare: 650   | Mexiko                  | 3 - 0 | Costa Rica              | 25-14, 25-12, 25-21        |
| 28 augusti 2021 Arena Astros, Guadalajara Speltid: 1h:11 - Åskådare: 300   | Trinidad och Tobago     | 0 - 3 | Costa Rica              | 13-25, 4-25, 10-25         |
| 28 augusti 2021 Arena Astros, Guadalajara Speltid: 2h:23 - Åskådare: 1 300 | Mexiko                  | 1 - 3 | Dominikanska republiken | 30-28, 19-25, 13-25, 29-31 |

##### Sluttabell
| Pos. | Lag                     | Pt | G | V | P | VS | FS | Kvot  | VP  | FP  | Kvot  |
| ---- | ----------------------- | -- | - | - | - | -- | -- | ----- | --- | --- | ----- |
| 1    | Dominikanska republiken | 14 | 3 | 3 | 0 | 9  | 1  | 9,000 | 259 | 172 | 1,505 |
| 2    | Mexiko                  | 11 | 3 | 2 | 1 | 7  | 3  | 2,333 | 241 | 188 | 1,281 |
| 3    | Costa Rica              | 5  | 3 | 1 | 2 | 3  | 6  | 0,500 | 169 | 177 | 0,954 |
| 4    | Trinidad och Tobago     | 0  | 3 | 0 | 3 | 0  | 9  | 0,000 | 93  | 225 | 0,413 |

### Slutspel
|  | Kvartsfinaler | Kvartsfinaler | Kvartsfinaler           |                         |    | Semifinaler | Semifinaler         | Semifinaler         |                     |        | Final | Final | Final |  |
|  |               |               |                         |                         |    |             |                     |                     |                     |        |       |       |       |  |
|  |               |               |                         |                         |    | 1A          | Kanada              | 1                   |                     |        |       |       |       |  |
|  |               |               |                         |                         |    | 1A          | Kanada              | 1                   |                     |        |       |       |       |  |
|  |               |               | 3A                      | Puerto Rico             | 3  |             |                     |                     |                     |        |       |       |       |  |
|  | 2B            | Mexiko        | 3A                      | Puerto Rico             | 3  | 1           |                     |                     |                     |        |       |       |       |  |
|  | 2B            | Mexiko        |                         |                         |    |             |                     |                     |                     |        |       |       |       |  |
|  | 3A            | Puerto Rico   | 3                       |                         |    |             |                     |                     |                     |        |       |       |       |  |
|  | 3A            | Puerto Rico   | 3                       |                         | 3A | Puerto Rico | 2                   |                     |                     |        |       |       |       |  |
|  |               |               |                         |                         |    |             |                     |                     |                     |        |       |       |       |  |
|  |               |               | 1B                      | Dominikanska republiken | 3  |             |                     |                     |                     |        |       |       |       |  |
|  |               |               |                         | Dominikanska republiken | 3  |             |                     |                     |                     |        |       |       |       |  |
|  |               |               |                         |                         |    |             |                     |                     |                     |        |       |       |       |  |
|  |               |               |                         |                         |    |             |                     |                     |                     |        |       |       |       |  |
|  |               | 1B            | Dominikanska republiken | 3                       |    |             | Match om tredjepris | Match om tredjepris | Match om tredjepris |        |       |       |       |  |
|  |               |               |                         | 3                       |    |             |                     |                     |                     |        |       |       |       |  |
|  |               |               | 2A                      | USA                     | 0  |             |                     |                     |                     |        |       |       |       |  |
|  | 2A            | USA           | 2A                      | USA                     | 0  | 3           |                     |                     | 1A                  | Kanada | 3     |       |       |  |
|  | 2A            | USA           |                         |                         |    |             |                     |                     | 1A                  | Kanada | 3     |       |       |  |
|  | 3B            | Costa Rica    | 0                       |                         |    | 2A          | USA                 | 2                   |                     |        |       |       |       |  |

#### Kvartsfinaler
| 29 augusti 2021 Arena Astros, Guadalajara Speltid: 1h:10 - Åskådare: 800 | USA    | 3 - 0 | Costa Rica  | 25-11, 25-17, 25-10        |
| 29 augusti 2021 Arena Astros, Guadalajara Speltid: 2h:09 - Åskådare: 450 | Mexiko | 1 - 3 | Puerto Rico | 22-25, 19-25, 27-25, 23-25 |

#### Match om femteplats
| 30 augusti 2021 Arena Astros, Guadalajara Speltid: 1h:19 - Åskådare: 200 | Costa Rica | 0 - 3 | Mexiko | 15-25, 10-25, 15-25 |

#### Semifinaler
| 30 augusti 2021 Arena Astros, Guadalajara Speltid: 1h:54 - Åskådare: 350 | Kanada                  | 1 - 3 | Puerto Rico | 18-25, 25-19, 23-25, 20-25 |
| 30 augusti 2021 Arena Astros, Guadalajara Speltid: 1h:31 - Åskådare: 400 | Dominikanska republiken | 3 - 0 | USA         | 25-16, 25-18, 25-20        |

#### Match om tredjepris
| 31 augusti 2021 Arena Astros, Guadalajara Speltid: 2h:12 - Åskådare: 1 100 | Kanada | 3 - 2 | USA | 25-17, 17-25, 25-22, 23-25, 15-8 |

#### Final
| 31 augusti 2021 Arena Astros, Guadalajara Speltid: 2h:19 - Åskådare: 1 550 | Puerto Rico | 2 - 3 | Dominikanska republiken | 22-25, 25-15, 17-25, 25-21, 12-15 |

## Slutplaceringar
| Pos | Lag                     | Kvalificerade för |
| --- | ----------------------- | ----------------- |
|     | Dominikanska republiken | VM 2022           |
|     | Puerto Rico             | VM 2022           |
|     | Kanada                  |                   |
| 4.  | USA                     |                   |
| 5.  | Mexiko                  |                   |
| 6.  | Costa Rica              |                   |
| 7.  | Trinidad och Tobago     |                   |

## Individuella utmärkelser[2]
| Utmärkelse          | Namn                | Lag                     |
| ------------------- | ------------------- | ----------------------- |
| MVP                 | Gaila González      | Dominikanska republiken |
| Bästa poängvinnare  | Gaila González      | Dominikanska republiken |
| Bästa servare       | Jocelyn Urías       | Mexiko                  |
| Bästa försvarare    | María José Castro   | Costa Rica              |
| Bästa mottagare     | Shara Venegas       | Puerto Rico             |
| Bästa passare       | Natalia Valentín    | Puerto Rico             |
| Bästa högerspiker   | Gaila González      | Dominikanska republiken |
| Bästa vänsterspiker | Prisilla Rivera     | Dominikanska republiken |
| Bästa vänsterspiker | Bethania de la Cruz | Dominikanska republiken |
| Bästa center        | Rachael Kramer      | USA                     |
| Bästa center        | Jennifer Cross      | Kanada                  |
| Bästa libero        | Shara Venegas       | Puerto Rico             |